# Mex VD
| VD ist das Kürzel für den Kanton Waadt in der Schweiz. Es wird verwendet, um Verwechslungen mit anderen Einträgen des Namens Mex zu vermeiden. |

Mex ist eine politische Gemeinde im Distrikt Gros-de-Vaud des Kantons Waadt in der Schweiz.

## Geographie
Mex liegt auf 482 m ü. M., 8 km nordwestlich der Kantonshauptstadt Lausanne (Luftlinie). Das Dorf erstreckt sich auf dem Hochplateau im äussersten Süden des Gros de Vaud, östlich des Tals der Venoge, im Waadtländer Mittelland.
Die Fläche des 2,9 km² grossen Gemeindegebiets umfasst einen Abschnitt des Gros de Vaud, der Kornkammer des Kantons Waadt. Der Gemeindeboden erstreckt sich von der Terrasse von Mex ostwärts in das Waldgebiet Bois Bahud beidseits des Tälchens der Goille, eines linken Seitenbachs der Venoge. Oberhalb von Les Vaux wird mit 585 m ü. M. der höchste Punkt von Mex erreicht. Die östliche Grenze verläuft entlang der oberen Chamberonne. Von der Gemeindefläche entfielen 1997 16 % auf Siedlungen, 30 % auf Wald und Gehölze und 54 % auf Landwirtschaft.
Zu Mex gehören die Neubausiedlung Les Esserts (560 m ü. M.) auf der Höhe zwischen den Tälern von Goille und Chamberonne sowie einige Einzelhöfe. Die Nachbargemeinden von Mex sind im Westen Vufflens-la-Ville, im Norden Sullens, im Osten Crissier und im Süden Villars-Sainte-Croix.

## Bevölkerung
Mit 814 Einwohnern (Stand 31. Dezember 2023) gehört Mex zu den kleineren Gemeinden des Kantons Waadt. Von den Bewohnern sind 87,9 % französischsprachig, 5,5 % deutschsprachig und 2,0 % italienischsprachig (Stand 2000). Die Bevölkerungszahl von Mex belief sich 1900 auf 198 Einwohner. Seit etwa 1960 (199 Einwohner) wurde eine rasche Bevölkerungszunahme mit einer Verdoppelung der Einwohnerzahl innerhalb von 30 Jahren beobachtet.

## Wirtschaft
Mex war bis in die zweite Hälfte des 20. Jahrhunderts ein vorwiegend durch die Landwirtschaft geprägtes Dorf. Heute haben der Ackerbau und der Obstbau nur noch eine untergeordnete Bedeutung in der Erwerbsstruktur der Bevölkerung. Die Landwirtschaft hat sich auf Gemüsekulturen spezialisiert, ferner gibt es eine Landschaftsgärtnerei. In Les Vaux befand sich früher eine Ziegelei. Zu Beginn der 1970er Jahre wurde eine Gewerbezone geschaffen, in der sich mehrere Unternehmen niederliessen. Wichtigster Betrieb ist die Bobst SA (Maschinen- und Anlagenbau). In den letzten Jahrzehnten hat sich das Dorf auch zu einer Wohngemeinde entwickelt. Viele Erwerbstätige sind deshalb Wegpendler, die hauptsächlich im Grossraum Lausanne arbeiten.

## Verkehr
Die Gemeinde ist verkehrstechnisch gut erschlossen. Sie liegt an der Hauptstrasse 9 von Lausanne nach Vallorbe. Seit 1981 wird das Gemeindegebiet von der Autobahn A1 (Lausanne–Yverdon) durchquert, die nächsten Anschlüsse sind Lausanne-Crissier im Süden und Cossonay im Norden. Durch die Buslinie 32 (Renens-Mex) der Transports publics de la région Lausannoise ist das Dorf an das Netz des öffentlichen Verkehrs angeschlossen.

## Geschichte
Die erste urkundliche Erwähnung des Ortes erfolgte im 12. Jahrhundert unter dem Namen Mais. 1228 erschien die Bezeichnung Maiz und 1453 May. Der Ortsname geht vermutlich auf den Personennamen Macius oder Masius zurück. Während des Mittelalters war Mex Teil der Herrschaft von Cossonay. Unter der Familie de Charrière wurden die verschiedenen Lehen auf dem Gebiet vereint und es entstand eine eigenständige Herrschaft Mex.
Nach 1476 kam Mex als Exklave zur Vogtei Orbe-Echallens, die unter der gemeinen Herrschaft von Bern und Freiburg stand. Nach dem Zusammenbruch des Ancien Régime gehörte das Dorf von 1798 bis 1803 während der Helvetik zum Kanton Léman, der anschliessend mit der Inkraftsetzung der Mediationsverfassung im Kanton Waadt aufging. 1798 wurde es dem Bezirk Cossonay zugeteilt.

## Sehenswürdigkeiten
Die Kirche Sainte-Marie-Madeleine geht in ihrem Ursprung auf das Jahr 1582 zurück. Aus dieser Zeit hat sie jedoch nur wenige Bauteile bewahrt. Mehrere umfangreiche Restaurierungsarbeiten und Neugestaltungen, besonders diejenige von 1790, führten zur heutigen Gestalt; der Glockenturm stammt von 1855.
Mex besitzt zwei Schlösser. Das Untere Schloss (Château d’en bas) bestand bereits im Mittelalter unter den Herren von Cossonay. Es wurde 1656 umgebaut und vergrössert, besitzt an der nach Süden gerichteten Hauptfassade drei übereinanderliegende Galerien und wird von zwei Türmen flankiert. Das Obere Schloss (Château d'en haut), ein stattlicher Herrensitz mit zwei Seitenflügeln, stammt aus dem 18. Jahrhundert.